# Kim Dong-sung
Kim Dong-sung, né le 9 février 1980, est un patineur de patinage de vitesse sur piste courte coréen.

## Palmarès
- Jeux olympiques
  -  Médaille d'or sur le 1000m lors des Jeux olympiques 1998 de Nagano
  -  Médaille d'argent sur le relais 5000m lors des Jeux olympiques 1998 de Nagano

- Championnats du monde
  - Championnats du monde de patinage de vitesse sur piste courte 2002 de Montréal
    -   Médaille d'or sur le 1500m
    -  Médaille d'or sur le 500m
    -  Médaille d'or sur le 3000m
    -  Médaille d'or sur le relais
    -  Médaille d'or sur le classement général

  - Championnats du monde de patinage de vitesse sur piste courte 1999 de Sofia
    -  Médaille d'argent sur le 1000m

  - Championnats du monde de patinage de vitesse sur piste courte 1998 de Vienne
    -  Médaille d'or sur le 3000m
    -  Médaille de bronze sur le 1500m
    -  Médaille de bronze sur le classement général

  - Championnats du monde de patinage de vitesse sur piste courte 1997 de Nagano
    -  Médaille d'or sur le 1000m
    -  Médaille d'or sur le 3000m
    -  Médaille d'or sur le relais
    -  Médaille d'or sur le classement général
    -  Médaille d'argent sur le 500m